# The Jerry Cans
The Jerry Cans, aussi connu en inuktitut comme ᐸᐃ ᒑᓚᖃᐅᑎᒃᑯᑦ, Pai Gaalaqautikkut, est un groupe de folk canadien, originaire d'Iqaluit, au Nunavut. Leur répertoire allie chant de gorge inuit, musique traditionnelle et musique country. Les paroles de leurs chansons sont principalement écrites en inuktitut, langue parlée par les Inuits, avec des paroles qui « reflètent les défis et la beauté de la vie dans le grand Nord. »
Leur album Inuusiq/Life est produit par Aakuluk Music, la première maison de disques du Nunavut, que les membres du groupe ont établie en 2016 « pour soutenir les musiciens inuits et autochtones ».

## Histoire
Le groupe est composé du chanteur et guitariste Andrew Morrison, la chanteuse et accordéoniste Nancy Mike, la violoniste Gina Burgess, le bassiste Brendan Doherty et le batteur Steve Rigby. Le nom du groupe provient d'une fois où Steve Rigby a essayé de construire une batterie à partir de vieux bidons d'essence.
Andrew Morrison, le chanteur principal du groupe, n'est pas à l'aise en inuktitut avant de commencer une relation amoureuse avec Nancy Mike. Le couple recrute ensuite Brendan Doherty et Steve Rigby, tandis que Gina Burgess, originaire de Halifax (Nouvelle-Écosse) et également membre de Gypsophilia, rejoint le groupe après une visite d'Iqaluit lors d'un échange culturel entre le Conservatoire des Arts de la scène des Maritimes et du Iqaluit Fiddle Ensemble.
Leur premier album, Nunavuttitut, sort en 2012. Le groupe a un succès local dans ses premières années, mais commence à attirer l'attention d'un public plus large après que Tanya Tagaq a remporté le Prix de musique Polaris 2014, accroissant la visibilité et la viabilité commerciale du chant de gorge inuit. Leur troisième album, Inuusiq/Life, sorti en 2016, est produit par Michael Phillip Wojewoda. Ils font de nombreuses tournées, notamment à travers le Canada et des festivals en Australie.
En 2017, le groupe sort une version en langue inuttitut d'Ahead by a Century de The Tragically Hip. La même année, ils organisent la première Semaine de la musique du Nunavut en tant que plate-forme pour mettre en valeur les musiciens du territoire.

## Distinctions
En 2013, Nancy Mike remporte le Canadian Folk Music Award de l'auteur-compositeur autochtone de l'année. En 2015, le groupe obtient deux nominations au Canadian Folk Music Awards.
Le groupe est nommé pour un Prix Juno en 2018. Durant la cérémonie, ils interprètent leur chanson Ukiuq, avec un collectif de musiciens du Nunavut, dont Riit, Josh Qaumariaq, Avery Keenainak, et James Ungalaq.

## Publication
Les Jerry Cans ont écrit un livre pour enfants en 2017 intitulé Mamaqtuq!, d'après leur chanson du même nom. Mamaqtuq! est bilingue, écrit en inuktitut et en anglais, et est illustré par Eric Kim.

## Discographie
- 2012 : Nunavuttitut (ᓄᓇᕗᑦᑎᑐᑦ)
- 2014 : Aakuluk (ᐋᑯᓗᒃ)
- 2016 : Inuusiq/Life (ᐃᓅᓯᖅ)
- 2020 : Echoes